# Luigi Carlo Farini
Luigi Carlo Farini (n. 22 octombrie 1812, Russi, Emilia-Romagna, Italia – d. 1 august 1866, Russi, Emilia-Romagna, Italia) a fost un politician, medic și istoric italian.

## Biografie
Farini s-a născut la Russi, în ceea ce este acum provincia Ravenna.
După ce a absolvit un curs universitar strălucit la Bologna, pe care l-a întrerupt pentru a lua parte la revoluția din 1831, a practicat meseria de medic la Russi și la Ravenna. A dobândit o reputație considerabilă, dar în 1843 opiniile sale politice l-au adus în atenția poliției și au provocat expulzarea sa din statele papale. A locuit succesiv în Florența și Paris și a călătorit prin Europa ca medic privat al Prințului Jérôme Bonaparte, dar când Pius al IX-lea a fost ales la Sfântul Scaun și și-a început pontificatul cu tendințe aparent liberale și naționaliste, Farini s-a întors în Italia și a fost numit secretar general al lui G Recchi, ministrul de interne (în martie 1848).
A deținut funcția timp de puțin mai mult de o lună, deoarece, la fel ca toți ceilalți liberali italieni, a dezaprobat schimbarea poziției lui Pius al IX-lea, care refuza să permită trupelor sale să lupte împotriva Austriei, și a demisionat împreună cu restul ministerului la 29 aprilie. Pius, dorind să contracareze efectul acestei politici, l-a trimis pe Farini la Carol Albert, rege al Sardiniei, pentru a-i preda comanda contingentului papal. Ales parlamentar din partea Faenza, a fost numit din nou secretar în ministerul de interne în cabinetul Mamiani, iar, mai târziu, director general al departamentului de sănătate publică.
A demisionat la proclamarea republicii după fuga papei la Gaeta în 1849, reluându-și funcția pentru o perioadă când Pius s-a întors la Roma sub protecția forțelor armate franceze, dar, când a fost instituită o politică reacționară și preoțească, a mers în exil și și-a stabilit reședința la Torino. Acolo s-a convins că Italia ar putea fi eliberată doar prin intermediul Casei de Savoia și și-a expus părerile în ziarul lui Cavour Il Risorgimento, în La Frusta și Il Piemonte (publicație al cărui editor a fost la un moment dat). Acum și-a redactat, de asemenea, lucrarea sa istorică principală, Lo Stato Romano dal 1815 al 1850, în patru volume (Torino, 1850).
În 1851 a fost numit ministru al instrucțiunii publice în cabinetul D'Azeglio, funcție pe care a deținut-o până în mai 1852. Ca membru al parlamentului din Sardinia și ca jurnalist, Farini a fost unul dintre cei mai loiali susținători ai lui Cavour și a fost ferm în favoarea propunerii ca Piemontul să participe în Războiul Crimeeii, dacă nu a fost chiar primul care a sugerat această politică. În 1856 și 1857 a publicat două scrisori către omul de stat liberal britanic William Ewart Gladstone despre chestiunile italiene, care au făcut furori, în timp ce el a continuat să-și propage opiniile în presa italiană.
Când, la izbucnirea războiului din 1859, Francisc al V-lea, duce de Modena, a fost expulzat și a fost instituit un guvern provizoriu, Farini a fost trimis în calitate de comisar piemontez în acel oraș; dar, deși a fost rechemat după pacea de la Villafranca (care a pus capăt celui de-al doilea război italian de independență) el a fost hotărât să anexeze centrul Italiei la Sardinia/Piemont și a rămas în același loc, devenind cetățean al Modenei și dictator al statului. El a negociat o alianță cu Parma, Romagna și Toscana, când au fost stabilite alte guverne provizorii, și a încredințat generalului Fanti sarcina de a organiza o armată pentru această ligă centrală a Italiei.
Odată ce anexarea la Piemont a fost votată prin plebiscit și fiind învinsă opoziția lui Napoleon al III-lea, Farini s-a întors la Torino, unde regele i-a conferit ordinul Annunziatei, iar Cavour l-a numit ministru de interne (în iunie 1860) și, ulterior, vicerege al Napoli; curând a demisionat însă din cauza stării de sănătate. Cavour a murit în 1861, iar în anul următor, Farini i-a succedat lui Rattazzi în funcția de premier, funcție în timpul căreia s-a străduit să ducă la îndeplinire politica lui Cavour. Efortul excesiv l-a dus însă la slăbirea funcțiilor sale cerebrale, care l-au determinat să demisioneze din funcție la 24 martie 1863 și, în cele din urmă, au dus la moartea sa în sărăcie la Quarto dei Mille din Genova. A fost înmormântat la Torino, dar, în 1878, rămășițele sale au fost duse în satul natal Russi.
Fiul său, Domenico Farini, a avut și o carieră politică distinsă și a fost de trei ori președinte al Camerei Deputaților și președinte al Senatului.